# Samir de los Caños
Samir de los Caños es un municipio y localidad  española de la provincia de  Zamora, en la comunidad autónoma de Castilla y León.

## Símbolos
El pleno de este ayuntamiento de Samir, en sesión extraordinaria celebrada el día 15 de julio de 2006, acordó aprobar el escudo heráldico y la bandera municipal con la siguiente descripción:
Escudo
Escudo cortado y medio partido. 1.º De gules, fuente de dos caños de plata manando agua, de azur. 2.º De oro, haz de tres espigas de trigo de sinople. 3.º De sinople, cabeza de carnero de plata. Al timbre corona Real cerrada.
Bandera
Bandera rectangular de proporciones 2:3, formada por un paño verde con un cuadrilátero blanco que tiene sus vértices en el ángulo superior del asta, el inferior del batiente y en los puntos medios de la parte inferior y del batiente, sobre el que se superponer otro cuadrilátero azul que tiene comunes los vértices de los ángulos y los otros dos a 1/3 desde el ángulo inferior del batiente.

## Geografía
Samir se encuentra ubicado en la comarca de Aliste, al oeste de la provincia de  Zamora, en una zona cercana a la frontera con Portugal. En su término municipal se encuentran los vértices geodésicos de Coreije (884 m s. n. m.) y Encina (824 m s. n. m.), siendo la altitud media de 700 m s. n. m.). Su orografía está marcada por una sucesión de pequeños valles surcados por arroyos que en el estío disminuyen notablemente su caudal.

## Historia
De posible origen árabe según las teorías de Herminio Ramos, Samir formó parte de la encomienda templaria de Alba de Aliste, territorio que fue donado a dicha orden por el rey Alfonso IX de León en 1220, hecho por el cual posteriormente, tras la desaparición de dicha Orden, formó parte de la Vicaría de Alba y del Condado de Alba de Liste, creado en 1459 por el rey Enrique IV.
Con la creación de las actuales provincias en 1833, Samir de los Caños fue adscrito a la provincia de Zamora, dentro de la Región Leonesa, la cual, como todas las regiones españolas de la época, carecía de competencias administrativas. Un año después quedó integrado en el partido judicial de Alcañices, hecho que se prolongó hasta 1983, cuando fue suprimido el mismo e integrado en el Partido Judicial de Zamora. Tras la constitución de 1978, Samir pasó a formar parte en 1983 de la comunidad autónoma de Castilla y León, en tanto  municipio integrado en la provincia de Zamora.

## Geografía humana

### Demografía
Cuenta con una población de 156 habitantes (INE 2024).
| Gráfica de evolución demográfica de Samir de los Caños entre 1842 y 2021                                              |
| |
| Población de derecho según los censos de población del INE. Población de hecho según los censos de población del INE. |

## Monumentos y lugares de interés
Su casco urbano conserva muestras de su arquitectura tradicional en piedra, siendo sus principales edificios la iglesia parroquial de San Juan Bautista , ubicada en una altiplanicie a las afueras de la localidad y la ermita del Bendito Cristo de la Rivera en el centro del pueblo y antiguamente la iglesia de San Pedro, lugar de peregrinación de las localidades próximas.

## Cultura

### Fiestas
De especial mención son sus fiestas tradicionales como las Corderas o Pastoradas, consistentes en representaciones que narran los hechos ocurridos durante el nacimiento de Cristo (Natividad del Señor y Adoración de los pastores) en el día de Nochebuena, antes de la misa del Gallo.
También la fiesta de San Juán bautista ,patrón del pueblo.